# Terra sólida
Terra sólida refere-se à "terra sob nossos pés" ou terra firme, a superfície sólida do planeta e o seu interior,:v:1 excluindo os envelopes fluidos da Terra constituídos pela atmosfera e a hidrosfera (mas incluindo a crusta das bacias oceânicas), bem como a biosfera e as interacções com o Sol.
A expressão «ciências da terra sólida» refere-se aos métodos de estudo correspondentes, um subconjunto das ciências da terra, incluindo predominantemente a geofísica e a geologia, mas excluindo a aeronomia, as ciências atmosféricas, a oceanografia, a hidrologia e a ecologia.